# 尕孜库勒乡
尕孜库勒乡，是中华人民共和国新疆维吾尔自治区喀什地区麦盖提县下辖的一个乡镇级行政单位。

## 行政区划
尕孜库勒乡下辖以下地区：
喀什博依村、也克先拜巴扎村、尕孜库勒村、喀玛库勒村、吐普硝村、加拉敦村、买迪尼怕合特勒克村、拉依勒克帕合特勒克村、墩买里村、麦盖提怕合特勒克村、罕库勒村、博孜库木村、塔拉买里村、库木希买里村、先拜巴扎村、巴格艾日克村、巴格阿瓦提村、农场村、亚恰克迪村和清格勒克奥依玛提村。